# ضريبة القيمة المضافة في الإمارات
ضريبة القيمة المضافة في الإمارات، لم تتجهِ دول مجلس التعاون الخليجي والتي تُعتبر دولة الإمارات العربية المُتحدة واحدة منها إلى تلك الضريبة إلا مُنذ فترة قريبة، وذلك عندما بدأت رحلة البحث عن مصادر جديدة للدخل، بعد حدوث الانهيار في أسعار النفط العالمية، والذي يُعتبر المصدر الرئيسي للدخل في أغلب تلك الدول، حيثُ أدركت الدول حينها أهمية تنوع الدخل القومي، وعدم الاعتماد على مصدر واحد فقط؛ مما يجعل الاقتصاد هش وعرضهُ للانهيار في أي وقت، لذا تم فرض ضريبة القيمة المضافة علي دول مجلس التعاون الخليجي وبدأ بتنفيذها منذ عام 2018 حيث بدأت دول الأمارات العربية المتحدة والمملكة العربية السعودية بتنفيذها.
وتشمل دول مجلس التعاون الخليجي خمسة من الدول بالإضافة إلى دولة الأمارات وهي المملكة العربية السعودية، ودولة البحرين، والكويت، وقطر، وعمان، وقد بدأت كل من دولة الإمارات العربية المتحدة والمملكة العربية السعودية بتطبيق ضريبة القيمة المضافة بداية من عام 2018 يوم 1/1/2018 من الساعة السابعة صباحاً والتي طبقت بنسبة 5% علي عدد كبير من السلع ويتم جني تلك الضريبة في كل مرحلة من مراحل السلع بداية من المادة الخام حتي المنتج النهائي ويتم التجميع ويضاف الي السعر النهائي للسلعة (القيمة الكلية للضريبة) ولقد تم تطبيق ضريبة القيمة المضافة بدولة الأمارات بالكامل ماعدا المناطق التجارية الحرة بدولة الأمارات.

## فئات الضريبة: تنقسم الي ثلاث فئات
-ضريبة بنسبة 5% علي مجموعة كبيرة من السلع مثل الملابس والمركبات وغيرها.
-الفئة الثانية فهي الفئة الصفرية والتي تشمل كافة السلع الغذائية الأساسية، والتي تشكل نحو 90% من السلع.
التسجيل: تُعد عمليات تسجيل ضريبة القيمة المضافة في دبي وغيرها من الأمارات إلزامية للشركات كبيرة الحجم التي تصل إيراداتها إلي مائة الف دولار أمريكي بينما التسجيل اختياري للشركات التي يتراوح دخلها بين 50 ألف دولار أمريكي إلي 100 ألف دولار أمريكي.
والتسجيل يتم عن طريق إنشاء حساب إلكتروني علي موقع الهيئة الاتحادية للضرائب وبعدها تقوم بعملية بالتسجيل في قسم الخدمات الإلكترونية.
يمكن الاعتماد علي العديد علي المكاتب لأخذ الاستشارة الضريبية والقانونية فيما يتعلق بضريبة القيمة المضافة المفعلة حديثاً مثل:
- الهيئة الاتحادية للضرائب.
- مركز دبي للإحصاء
- فرحات وشركاهم.
- ام بي جي لخدمات الشركات.

### تأثير ضريبة القيمة المضافة على تكلفة معيشة الأفراد
بكل تأكيد سوف تؤثر ضريبة القيمة المضافة بشكل سلبي على تكلفة المعيشة، فتعمل على رفعها، ولكن يُعتبر ذلك التأثير نسبيًا؛ فهو يختلف من فرد لأخر وفقًا لنمط الحياة والسلع التي يتم الاعتماد عليها بشكل أكبر، فإذا كان الفرد يرتكز في حياتهُ بشكل رئيسي على السلع المعفاة من الضريبة فلن يحدُث لهُ أي تأثر، بينما إذا كان يعتمد بشكل كبير على السلع المُطبق عليها الضريبة، فإن تكلفة المعيشة سوف ترتفع عليهِ بطبيعة الحال.